# Szkoła Podstawowa w Głogowcu
Szkoła Podstawowa w Głogowcu – była szkoła o charakterze podstawowym w Głogowcu

## Historia
Szkoła ludowa 1-klasowa w Głogowcu została założona w 1909 roku. W 1924 roku była nadal szkoła 1-klasowa z jedną salą lekcyjną. 
Nauczyciele kierujący.
1909–1910. Jakub Stafiej.
1910–1911. Józef Ćwikła.
1911–1923. Tomasz Szerszeń.
1923– ?. Józefa Hayderówna.
W 2008 roku z powodu niżu demograficznego szkoła została zlikwidowana.

## Znani absolwenci
- Franciszek Lewcio